# El Greco (colonna sonora)
El Greco è un album di Vangelis, colonna sonora dell'omonimo film del 2007 e basato sulla vita del pittore greco El Greco. Il film, diretto da Yannis Smaragdis, parla della vita del pittore greco Doménicos Theotokópoulos e del suo viaggio dalla Spagna all'Italia, dove è conosciuto con il nome di El Greco (il greco). Vangelis aveva già collaborato nel 1996 con Smaragdis nel suo film sul poeta greco Konstantinos Kavafis. Vince il premio come migliore colonna sonora del 48º Greek Stat Film Awards nel 2007.

## Il disco

### La colonna sonora
Questo non è il primo progetto su El Greco a cui Vangelis lavora. Nel 1995, pubblica l'album Foros Timis Ston Greco in edizione limitata (3000 copie autografate) come parte di una raccolta di fondi per l'arte greca. Tre anni dopo, nel 1998, riarrangia l'album, includendo tre tracce inedite, e lo intitola El Greco .
Per comporre la colonna sonora del film, Vangelis osserva le immagini e si lascia ispirare da esse nel processo creativo. Ogni traccia dipinge un affresco differente, che rimanda direttamente alle immagini del film (incluse le tre tracce non realizzate dal compositore). La tracce 1 e 18 sono riarrangiamenti differenti della stessa melodia. La traccia 1 è una pièce corale composta per il climax del film e la traccia 18 è una versione al piano che appare nei titoli di coda. È possibile invece ascoltare la traccia 2 nei titoli di testa.

### Pubblicazione
L'album viene pubblicato dalla Polydor Records. Il 10 novembre dello stesso anno, la Cobalt Music pubblica in Grecia un'edizione limitata in 1000 copie, il box set Anniversary Edition, che contiene CD, vinile e DVD del film del 2007. Il 29 luglio del 2016, la Cobalt distribuisce il box set in tutta Europa.
L'album raggiunge la prima posizione in classifica in Grecia, mantenendola per tre settimane. Il box set Anniversary Edition raggiunge la posizione numero sette nella classifica IFPI Greece pubblicata su Billboard.

## Tracce
Testi e musiche di Vangelis, eccetto dove indicato.
1. Part 1 – 3:59
2. Part 2 – 1:56
3. Part 3 – 4:20
4. Part 4 – 2:26
5. Part 5 (canzone popolare di La Canea, Creta) – 3:06
6. Part 6 – 2:05
7. Part 7 – 1:30
8. Part 8 (composta ed eseguita da Psarantonis) – 1:56
9. Part 9 – 1:00
10. Part 10 – 1:51
11. Part 11 (composta ed eseguita da Loudovikos ton Anogeion) – 2:50
12. Part 12 – 4:56
13. Part 13 – 2:36
14. Part 14 – 1:06
15. Part 15 – 2:40
16. Part 16 – 2:46
17. Part 17 – 2:28
18. Part 18 – 3:16

## Crediti
Musicisti
- Vangelis - musiche
- Coro della Radiotelevisione Greca - voci
- Irina Valentinova - partiture e direzione del coro
- La traccia 5 ospita il Coro dell'associazione "Kritikes Madares" di La Canea, Creta

Produzione
- Vangelis - arrangiamento e produzione
- Vangelis Saitis - ingegneria aggiuntiva, missaggio
- Frederick Rousseau - ingegneria del suono
- Stathis Zalidis - grafiche
- Evi Psilaki, Helen Smaragdis, Manolis Metzakis, Maria Moschou - fotografie